# Juan Corvino

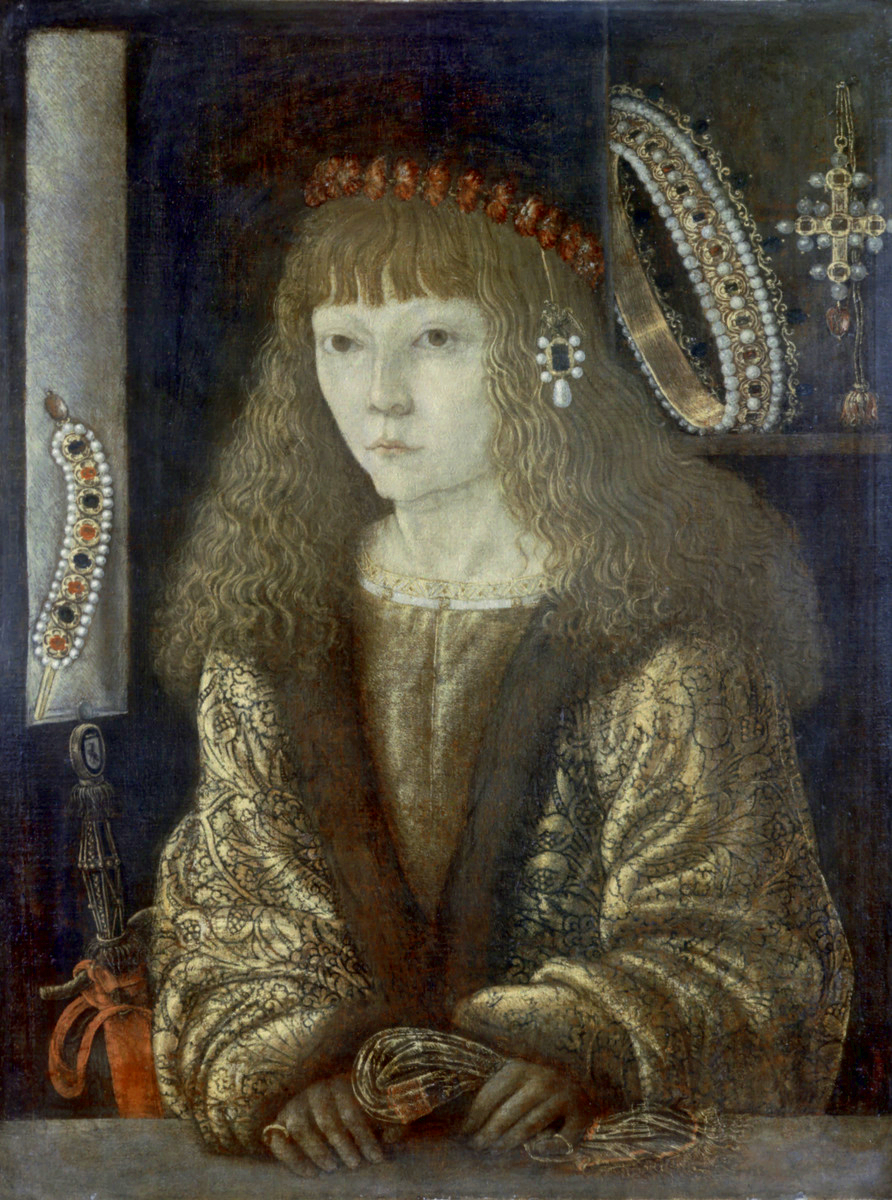
Juan Corvino de adolescente, por Baldassare d'Este en 1486.

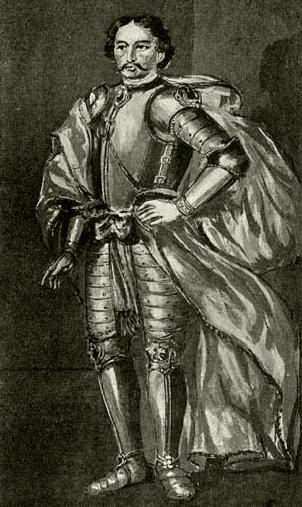
Juan Corvino en su armadura.

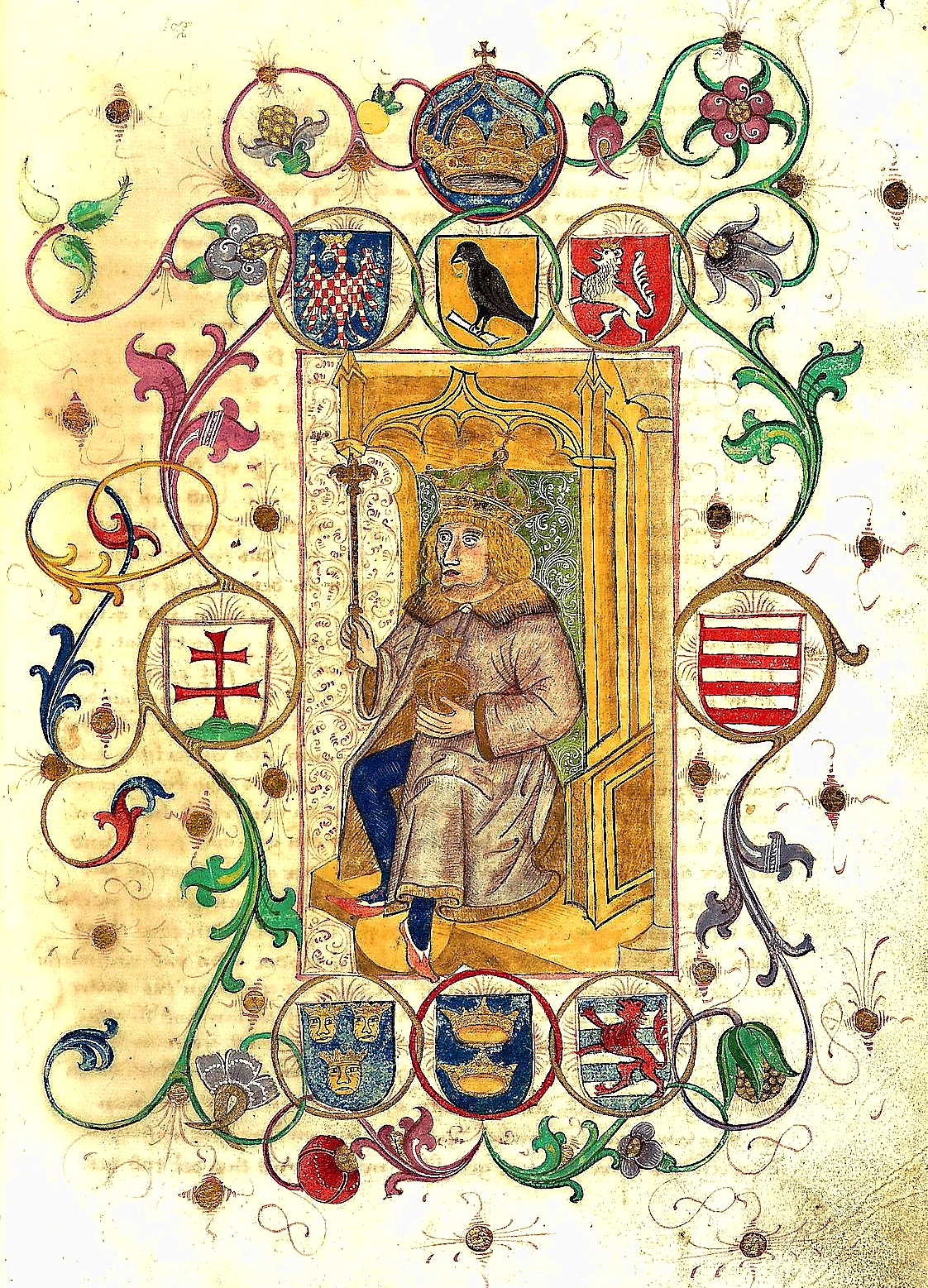
Escudo de armas de Corvino.

Conde Juan Corvino (en húngaro: Corvin János, en croata: Ivaniš Korvin; Buda, 2 de abril de 1473 - Krapina, 12 de octubre de 1504), pretendiente al trono húngaro, rey de los bosnios (1495-1499), gobernador de los territorios croatas y eslavonios (Duque de Eslavonia). Hijo ilegítimo del rey húngaro Matías Corvino.

## Biografía
Juan Corvino nació como hijo ilegítimo del rey húngaro Matías Corvino y de Bárbara Edelpeck, una mujer austríaca no noble. El recién nacido Juan permaneció alejado de la política durante varios años. Sin embargo, obtuvo el apellido de su padre y el nombre de su abuelo Juan Hunyadi. Durante su infancia fue criado por su abuela Isabel Szilágyi, y su educación y estudios fueron encomendados a Taddeo Ugoletto, el director de la Bibliotheca Corvinniana y hombre de confianza. Durante su infancia, Juan tuvo un accidente que lo dejó ligeramente cojo de su pierna izquierda. No obstante, se cultivó intelectualmente bajo todas las influencias renacentistas propias de la época en el reino húngaro.
Luego de que el rey Matías quedase nuevamente sin hijos tras su segundo matrimonio con Beatriz de Aragón, aceptó como su hijo a Juan Corvino y en 1479 lo invistió con el título de conde y el de Príncipe de Lipta. Posteriormente el joven hijo del rey tomó por esposa a Beatriz de Frangepán, y de su matrimonio nacieron tres hijos: Isabel (1496–1508), Cristóbal (1499–1505) y Matías (1504–1505).
El rey húngaro sin descendientes se esforzó entonces por otorgarle títulos y reconocimientos a Juan, e igualmente comenzó a negociar con el emperador germánico Federico III de Habsburgo el reconocimiento de su hijo como heredero al trono húngaro. Sin embargo, la repentina muerte de Matías en 1490 impidió la realización de tal acuerdo, y puesto que el rey húngaro había realizado varias campañas militares contra el Ducado de Austria y, por tanto, contra el Sacro Imperio Romano Germánico, las relaciones diplomáticas entre los Habsburgo y los Corvinos era bastante tensas.
Por otra parte, si bien Juan Corvino contaba con la lealtad del noble Lorenzo Újlaki y otros que había jurado a Matías que protegerían y asistirían a su hijo, una gran parte de los nobles húngaros no aceptaban a Juan como rey basándose en los códigos morales de la época, por haber nacido fuera del matrimonio. De esta manera, inexperto en la política y rodeado de enemigos, Juan Corvino fue forzado a renunciar al trono por los poderes húngaros, germánicos y bohemios, eligiendo al rey de Bohemia, Vladislao II como el nuevo monarca húngaro. Como monarca de dos Estados poderosos, Vladislao II resultaba una mejor opción que podría hacer enfrentarse a las invasiones de los turcos otomanos, frente a Juan Corvino, quien apenas tenía aprobación en el reino. 
Sin embargo, Juan Corvino no se resignó a abandonar el trono y pronto movilizó un ejército hacia la ciudad de Buda el 4 de julio del mismo año en que muriera su padre, pero las fuerzas de los nobles Pablo Kinizsi (1431–1494) y Esteban Báthory (1430–1493) (abuelo de Esteban Báthory) lo detuvieron y derrotaron, forzándolo a retirarse al sur del reino y fue vencido en la batalla de Campo de los Huesos. Para evitar problemas ante la inconformidad de Juan Corvino, el nuevo rey húngaro le otorgó después el título de rey de los bosnios (1495-1499) y de Duque de Eslavonia, actuando de gobernador de dichas regiones dentro del Reino de Hungría. Igualmente libró diversas batallas contra los turcos y recuperó la ciudad de Jajce en 1501.
En 1491 remodeló el claustro de Lepoglava, modificándolo a manera de fortaleza para resistir los ataques de los turcos. En ese mismo lugar fue enterrado en 1504 tras su muerte a la edad de 31 años.